# مايلز توماس
مايلز توماس (بالإنجليزية: Myles Thomas)‏ هو لاعب كرة قاعدة أمريكي، ولد في 22 أكتوبر 1897 في ولاية كوليج في الولايات المتحدة، وتوفي في 13 ديسمبر 1963 في توليدو في الولايات المتحدة.

## وصلات خارجية
- مايلز توماس على موقعبيزبول رفرنس.كوم (الدوري الرئيسي) (الإنجليزية)
- مايلز توماس على موقعبيزبول رفرنس.كوم (الدوري الثانوي) (الإنجليزية)